# 長崎県対馬病院
長崎県対馬病院（ながさきけん つしまびょういん, Nagasaki Prefecture Tsushima Hospital）は、長崎県対馬市美津島町鶏知にある医療機関。長崎県病院企業団が設置運営する公立の病院である。

## 概要
歴史
2015年（平成27年）4月時点で対馬市内には長崎県病院企業団が設置運営する病院が長崎県対馬いづはら病院・長崎県中対馬病院・長崎県上対馬病院の3ヶ所があった。そのうちの対馬いづはら病院と中対馬病院の2院を統合の上、「長崎県対馬病院」として開院した。
診療科
23科
内科、循環器内科、消化器内科、小児科、外科、整形外科、産婦人科、眼科、耳鼻咽喉科、精神神経科、放射線科、麻酔科、リハビリテーション科、総合腫瘍科、人工透析科、臨床検査科、救急科、神経内科、血管内科、脳神経外科、リウマチ科、泌尿器科、皮膚科
病床数
275床
施設
建築面積 - m²
延べ面積 - m²
鉄筋コンクリート造 地上5階
5階 - 病室
4階 - 産婦人科病室
3階 - 透析室、手術室、HCU
2階 - リハビリテーション、精神保健、健康診断、理容室
1階 - 受付、外来、検査、薬局、売店（ローソン）
指定・認定
教育研修

## 沿革
長崎県対馬いづはら病院
- 長崎県対馬いづはら病院#沿革を参照。

長崎県中対馬病院
- 長崎県中対馬病院#沿革を参照。

長崎県対馬病院
- 2015年（平成27年）
  - 5月17日 - 長崎県対馬いづはら病院と長崎県中対馬病院が統合され、「長崎県対馬病院」が開院。

## 交通アクセス
- 対馬交通　「対馬病院」バス停
- 対馬市営渡海船 「長板浦」
- 国道382号
- 長崎県道179号グリーンピアつしま線

## 周辺
- 対馬空港
- グリーンピアつしま
- 対馬ふるさと伝承館